# 荒地 (詩誌)

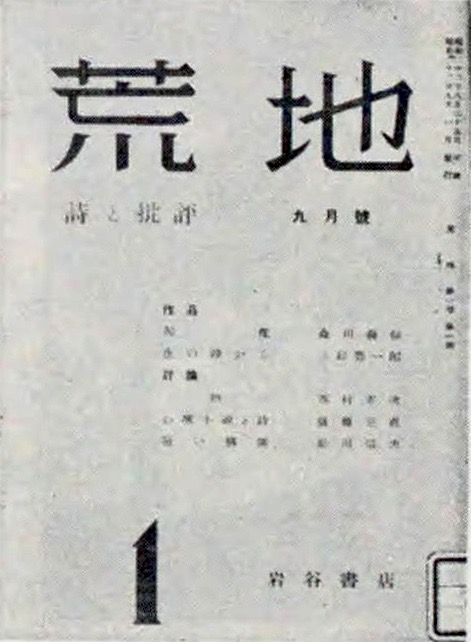
『荒地』1947年9月号（創刊号）

『荒地』（あれち）は、1947年9月から1948年6月まで同人誌で発行された詩誌。戦前の詩誌『ル・バル　LE BAL』や『世代』などへ参加していた同人が、中心メンバーの一人・田村隆一の勧誘に応じて集まった、エポックメイキングな詩誌。1939年に、鮎川信夫などの旧早稲田大学出身者を中心に結成された同名の文芸誌の後継誌でもあった。「荒地」の名は1922年のT・S・エリオットの同名の詩にちなむ。
後に、同人の加島祥造の兄が早川書房創業者の早川清と小学校の同級生だったこともあり、同人の多くがミステリ、SF等の翻訳者としても活動した。

## 参加者
※ 五十音順、特別寄稿者も含む。
なお後身である『荒地詩集』からの参加者は該当項目参照
- 鮎川信夫[3]
- 岡田芳彦
- 加島祥造
- 衣更着信
- 北園克衛（装丁を担当）
- 北村太郎
- 木下常太郎
- 木原孝一
- 草飼稔
- 黒田三郎
- 斎藤正直
- 城侑
- 田村隆一
- 中桐雅夫
- 西村孝次
- 西脇順三郎
- 疋田寛吉
- 菱山修三
- 三好豊一郎
- 山中散生
- 吉田鰹